# Championnat d'Angleterre de football 2002-2003
Navigation
Édition précédente Édition suivante
La 104e édition du championnat d'Angleterre de football 2002-2003 est la onzième sous l'appellation Premier League. Elle oppose les vingt meilleurs clubs d'Angleterre en une série de trente-huit journées. C'est la deuxième saison sponsorisée par la filiale de carte de crédit Barclaycard qui donna ainsi son nom au titre convoité par les 20 équipes participantes, FA Barclaycard Premiership.
Elle est remportée par Manchester United. Le club mancunien finit cinq points devant Arsenal FC et quatorze points sur Newcastle United. C'est le quinzième titre des « Red Devils » en championnat d'Angleterre, le huitième en onze éditions de la Premier League. Everton FC achève sa centième saison en première division du Championnat d'Angleterre depuis sa création en 1888.
Manchester United et Arsenal FC se qualifient pour les phases de poules de la Ligue des champions, Newcastle United et Chelsea FC se qualifient pour le troisième tour qualificatif de cette compétition. Liverpool FC, Blackburn Rovers et Southampton FC, en tant que finaliste de la Coupe d'Angleterre se qualifient pour la Coupe UEFA. Manchester City se qualifie pour le tour qualificatif de cette compétition grâce à son classement au Prix du fair play UEFA.
Le système de promotion/relégation ne change pas : descente et montée automatique, sans matchs de barrage pour les trois derniers de première division et les deux premiers de deuxième division, poule de play-off pour les deuxième à sixième de la division 2 pour la dernière place en division 1. À la fin de la saison, les clubs de West Ham United, West Bromwich Albion et Sunderland AFC sont relégués en deuxième division. Ils sont remplacés par Portsmouth FC, Leicester City et Wolverhampton Wanderers après play-off.
L'attaquant néerlandais Ruud van Nistelrooy, de Manchester United, remporte le titre de meilleur buteur du championnat avec 25 réalisations.

## Classement final
| Rang | Équipe                 | Pts | J  | G  | N  | P  | Bp | Bc | Diff |
| ---- | ---------------------- | --- | -- | -- | -- | -- | -- | -- | ---- |
| 1    | Manchester United      | 83  | 38 | 25 | 8  | 5  | 74 | 34 | +40  |
| 2    | Arsenal T S C          | 78  | 38 | 23 | 9  | 6  | 85 | 42 | +43  |
| 3    | Newcastle United       | 69  | 38 | 21 | 6  | 11 | 63 | 48 | +15  |
| 4    | Chelsea                | 67  | 38 | 19 | 10 | 9  | 68 | 38 | +30  |
| 5    | Liverpool L            | 64  | 38 | 18 | 10 | 10 | 61 | 41 | +20  |
| 6    | Blackburn Rovers       | 60  | 38 | 16 | 12 | 10 | 52 | 43 | +9   |
| 7    | Everton                | 59  | 38 | 17 | 8  | 13 | 48 | 49 | -1   |
| 8    | Southampton            | 52  | 38 | 13 | 13 | 12 | 43 | 46 | -3   |
| 9    | Manchester City P      | 51  | 38 | 15 | 6  | 17 | 47 | 54 | -7   |
| 10   | Tottenham Hotspur      | 50  | 38 | 14 | 8  | 16 | 51 | 62 | -11  |
| 11   | Middlesbrough          | 49  | 38 | 13 | 10 | 15 | 48 | 44 | +4   |
| 12   | Charlton Athletic      | 49  | 38 | 14 | 7  | 17 | 45 | 56 | -11  |
| 13   | Birmingham City P      | 48  | 38 | 13 | 9  | 16 | 41 | 49 | -8   |
| 14   | Fulham                 | 48  | 38 | 13 | 9  | 16 | 41 | 50 | -9   |
| 15   | Leeds United           | 47  | 38 | 14 | 5  | 19 | 58 | 57 | +1   |
| 16   | Aston Villa            | 45  | 38 | 12 | 9  | 17 | 42 | 47 | -5   |
| 17   | Bolton Wanderers       | 44  | 38 | 10 | 14 | 14 | 41 | 51 | -10  |
| 18   | West Ham United        | 42  | 38 | 10 | 12 | 16 | 42 | 59 | -17  |
| 19   | West Bromwich Albion P | 26  | 38 | 6  | 8  | 24 | 29 | 65 | -36  |
| 20   | Sunderland             | 19  | 38 | 4  | 7  | 27 | 21 | 65 | -44  |

Qualifications européennes
- Phase de groupes de la Ligue des champions 2003-2004
- Troisième tour de la Ligue des champions 2003-2004
- Premier tour de la Coupe UEFA 2003-2004
- Tour préliminaire de la Coupe UEFA 2003-2004

Relégation
- First Division 2003-2004

Abréviations
T : Tenant du titre

C : Vainqueur de la Coupe d'Angleterre

L : Vainqueur de la Coupe de la Ligue

S : Vainqueur du Charity Shield

P : Promus de First Division

## Récompenses mensuelles
| Mois      | Entraîneur                            | Joueur                                  |
| --------- | ------------------------------------- | --------------------------------------- |
| Août      | Glenn Hoddle (Tottenham Hotspur)      | Sylvain Wiltord (Arsenal FC)            |
| Septembre | Arsène Wenger (Arsenal FC)            | Thierry Henry (Arsenal FC)              |
| Octobre   | Gérard Houllier (Liverpool FC)        | Gianfranco Zola (Chelsea FC)            |
| Novembre  | David Moyes (Everton)                 | James Beattie (Southampton)             |
| Décembre  | Gordon Strachan (Southampton)         | Alan Shearer (Newcastle United)         |
| Janvier   | Sir Bobby Robson (Newcastle United)   | Paul Scholes (Manchester United)        |
| Février   | Alan Curbishley (Charlton Athletic)   | Robert Pirès (Arsenal FC)               |
| Mars      | Glenn Roeder (West Ham United)        | Steven Gerrard (Liverpool)              |
| Avril     | Sir Alex Ferguson (Manchester United) | Ruud van Nistelrooy (Manchester United) |

## Récompenses annuelles

### Joueur de l'année
Le titre est remporté par Thierry Henry alors joueur d'Arsenal FC. Le Français devançait Ruud van Nistelrooy de Manchester United. Voici la liste des nommés à ce titre.
| Player              | Team              |
| ------------------- | ----------------- |
| James Beattie       | Southampton       |
| Thierry Henry       | Arsenal           |
| Ruud van Nistelrooy | Manchester United |
| Paul Scholes        | Manchester United |
| Alan Shearer        | Newcastle United  |
| Gianfranco Zola     | Chelsea           |

### Jeune joueur de l'année
Le titre est remporté par Jermaine Jenas of Newcastle United. Il devança les Mancuniens Wayne Rooney d'Everton, et John O'Shea de Manchester United.
| Player         | Team              |
| -------------- | ----------------- |
| Craig Bellamy  | Newcastle United  |
| Jermain Defoe  | West Ham United   |
| Jermaine Jenas | Newcastle United  |
| John O'Shea    | Manchester United |
| Scott Parker   | Charlton Athletic |
| Wayne Rooney   | Everton           |

### Équipe type de l'année
| Gardien de but : | Brad Friedel (Blackburn Rovers)                                                                                    |
| Défenseurs :     | Stephen Carr (Tottenham Hotspur), Sol Campbell (Arsenal), William Gallas (Chelsea), Ashley Cole (Arsenal)          |
| Milieux :        | Patrick Vieira (Arsenal), Paul Scholes (Manchester United), Kieron Dyer (Newcastle United), Robert Pirès (Arsenal) |
| Attaquants :     | Thierry Henry (Arsenal), Alan Shearer (Newcastle United)                                                           |

### Entraîneur de l'année
Ce titre est remporté par Alex Ferguson pour avoir gagné huit championnats et avoir reconquis le titre après une superbe seconde moitié de saison où son équipe reste invaincue.

### Meilleur buteurs
| Pos | Buteur              | Buts | Équipe            |
| --- | ------------------- | ---- | ----------------- |
| 1er | Ruud van Nistelrooy | 25   | Manchester United |
| 2e  | Thierry Henry       | 24   | Arsenal FC        |
| 3e  | James Beattie       | 23   | Southampton FC    |
| 4e  | Mark Viduka         | 20   | Leeds United      |
| 5e  | Michael Owen        | 19   | Liverpool FC      |
| 6e  | Alan Shearer        | 17   | Newcastle United  |
| 7e  | Robert Pirès        | 14   | Arsenal FC        |
| 7e  | Harry Kewell        | 14   | Leeds United      |
| 7e  | Paul Scholes        | 14   | Manchester United |
| 7e  | Gianfranco Zola     | 14   | Chelsea FC        |
| 7e  | Nicolas Anelka      | 14   | Manchester City   |

### Meilleurs passeurs
| Rang | Joueur                  | Club              | Passes décisives |
| ---- | ----------------------- | ----------------- | ---------------- |
| 1    | Thierry Henry           | Arsenal FC        | 20               |
| 2    | Ryan Giggs              | Manchester United | 10               |
| 3    | Dennis Bergkamp         | Arsenal FC        | 9                |
| 4    | David Beckham           | Manchester United | 8                |
| 5    | Eyal Berkovic           | Manchester City   | 8                |
| 6    | Thomas Gravesen         | Everton FC        | 8                |
| 7    | Geremi Njitap           | Middlesbrough FC  | 8                |
| 8    | Steven Gerrard          | Liverpool FC      | 7                |
| 8    | Jimmy Floyd Hasselbaink | Chelsea FC        | 7                |
| 8    | Claus Jensen            | Charlton FC       | 7                |

### Joueurs les plus décisifs
|   | Joueur              | Club              | Total |
| - | ------------------- | ----------------- | ----- |
| 1 | Thierry Henry       | Arsenal FC        | 44    |
| 2 | Ruud van Nistelrooy | Manchester United | 29    |
| 3 | James Beattie       | Southampton FC    | 25    |
| 4 | Michael Owen        | Liverpool FC      | 24    |
| 5 | Mark Viduka         | Leeds United      | 23    |